# Ivo Sivo
Ivo Sivo, pravog imena Ivo Hajdić, (Split, 28. lipnja 1984.), hrvatski je reper iz Splita i jedan od osnivača rap-grupe Dječaci. Godine 2008. debitirao je na prvom albumu Dječaka Drama.
1999. formirao je trio s reperima Vojko Vrućina i Zondo pod nazivom "Dječaci". U travnju 2020. godine, Ivo najavljuje svoj prvi samostalni album "Kakvo vrijeme za bit’ živ",

## Diskografija

### Albumi
- Drama (2008.)[5]
- Istina (2011.)[6]
- Firma (2015.)[7]

## Vanjske poveznice
- Službeni instagram profil
- Ivo na YouTubeu